# Централна градска библиотека (Салават)
Централна градска библиотека на Салават (на башкирски: Салауат ҡалаһының үҙәк китапханаһы, на руски: Центральная городская библиотека Салавата) е най-голямата библиотека в град Салават, Башкортостан в Руската федерация.
Понастоящем библиотеката е водещ библиотечен и методически център на град Салават. Тя е оборудвана с 12 компютъра, свързани към интернет, и копирни машини.

## История
Библиотеката е основана в град Салават през 1951 г. Намирала се е в казарма на улица „Строители“. Първият директор на библиотеката е Маргарита Ивановна Чистякова. Книжният фонд на библиотеката в старата сграда се е състояла от 2600 екземпляра.
След като се премества в нова сграда на площад „Ленин“ през 1958 г., библиотеката се превръща в централна библиотека на града. Библиотеката разполага с голяма читалня, абонамент, стая за каталози. методически кабинети.
През 1972 г. 9 библиотеки на града се обединяват на базата на Централната библиотека с общ книжен фонд и колектив. Директор на Централната библиотечна система е Л. Чаплигина. През 1981 г. директор на библиотеката става Татяна Дмитриевна Гончаренко.